# 冬季攻势
冬季攻势是指1939年11月26日至1940年4月1日中國抗日戰爭時期，由南嶽會議策定反攻作戰計畫，發動北起包頭，南迄北海的冬季攻勢。

## 参战部队
以二、三、九戰區擔任主攻，配合1939年10月完成之第二期整訓部隊，參戰部隊分別為：

- 第一戰區冬季作戰：總司令衛立煌，第三、二十四、三十六集團軍，邊區游擊指揮孫桐萱。
- 第二戰區冬季作戰：總司令閻錫山，第四、五、六、十三、十四集團軍，第十戰區司令蔣鼎文協同作戰。冬季攻势开始不久，发生十二月事变，因此第二战区未按照预定计划进行作战。
- 第三戰區冬季作戰：總司令顧祝同，第十、二十三、二十五、三十二集團軍，第一游擊區指揮陶廣、第二游擊區指揮顧祝同。
- 第四戰區冬季作戰：總司令張發奎，第十二集團軍、游擊指揮香翰屏。
- 第五戰區冬季作戰：總司令李宗仁，江北兵團、豫南兵團、鄂北兵團，第二十九、三十二集團軍，豫鄂皖邊區游擊指揮李品仙。
- 第八戰區冬季作戰：副司令傅作義，第三十五軍（傅作義兼，新三十一師、新三十二師、第一〇一師、五臨警備旅）、第八十一軍（馬鴻賓，第三十五師、第十七集團軍騎兵第一、二旅、新編騎兵第三師），騎兵第六軍（門炳岳，騎兵第七師、新編騎兵第四師、暫編第十師）、東北挺進軍（馬占山，新編騎兵第五師、暫編騎兵第一師、暫編騎兵第二師、暫編騎兵第三師）、綏遠游擊軍（馬秉仁，游擊第一師、游擊第二師、綏遠游擊軍第一、二旅）、察哈爾游擊隊。第八戰區奉命協助第二戰區北路軍團圍攻綏遠省內之敵軍，分別向包頭與歸綏沿線鐵路進行反攻。1939年12月20日，國軍第三十五軍攻入包頭，擊斃兩個日軍騎兵聯隊長，日方隨即由平綏、安北、固陽三方面持續增援，雙方激戰兩日後國軍撤退，形成有效牽制。1940年1月28日，日軍以第26師團、獨立第2旅團主力，向綏遠方面黃河沿岸進攻，突破國軍烏鎮、黃河沿岸陣地。2月2日，日軍攻陷五原。2月12日，國軍採取機動襲擊，擊退五原附近之敵軍。4月1日，日軍部分兵力被迫東調，國軍乘勝追擊克復五原。日本軍隊作戰序列：第26師團（黑田重德），獨立第11聯隊、獨立第12聯隊、獨立第13聯隊、砲兵第26聯隊、騎兵集團第1旅團、第13聯隊、第14聯隊[1]。
- 第九戰區冬季作戰：總司令薛岳，第一、十五、十九、二十、二十七、三十集團軍。1939年12月12日至1940年1月20日，第九戰區擔任攻略粵漢路北段、崇陽，朝武昌挺進之主攻。1939年12月12日，第二〇軍（楊漢域）攻克崇陽，轉往五里廟、桂花樹重創日方援軍，第七十八軍（夏首勛）攻擊武寧之日軍第33師團第213聯隊，第八軍（李玉堂）攻克泥坑口，第七十二軍（韓全樸）攻克慈口鎮，12月14日，日軍兩聯隊兵力由余家畈反攻，雙方激戰到19日，第八軍、第七十二軍於右門亘石壁湖一帶擊退日軍。12月22日第九戰區下達擴張戰果命令，日軍則由蒲圻、咸寧持續增援，並實施空投補給。第四軍（歐震）與第六戰區第一一六師一部，攻擊臨岳一帶敵軍[2]。
- 冀察戰區：1939年12月上旬開始，以第69軍、新編第6師及所屬游擊隊，向石家莊、滄州之平漢路、津浦路段，破壞鐵路交通，以期協助山西方面之作戰。
- 魯蘇戰區：1939年12月下旬，以第51、57、89軍向滕縣、泰安等鄰近地區攻擊，並協助破壞津浦鐵路南段。

## 結局
國軍總計在冬季攻勢中斃傷日軍7萬7,386人，俘虜日軍400餘，繳獲步槍2,743枝。各戰區雖未能按計劃獲得預期效果，但已達成牽制消耗之目的。
国民政府认为，中共在作戰初期發動晉西事變，針對國軍第二戰區與冀察、魯蘇戰區，併吞地方抗日團隊，擴張根據地，共軍主動襲擊朱懷冰、石友三、喬民禮、侯如墉及鹿鍾麟等部，八路軍隨後在晉東南一帶搜括抗戰公糧，造成國軍給養困難，成為國民政府冬季攻勢之最大損失。
根據日軍一份未完成的統計圖表顯示，日本的中國派遣軍在1939年11月僅確認有2,795人作戰受傷，到了該年的12月卻暴增至至少18,629人作戰受傷，隔年1月則至少有10,741人作戰受傷，到了1940年2月依舊有至少5,043人作戰受傷。雖然該統計表有統計不周全（特別是作戰陣亡人數）、陣亡人數與受傷人數比例過分懸殊而不合邏輯（顯然因為資料不足導致陣亡人數漏算極多）等缺陷以至於該圖表未被完成，且該表也將桂南會戰（包含崑崙關戰役）之日軍傷亡算入，但依舊可以看出日軍於冬季攻勢之死傷極其慘重。另據日本戰後出版的部隊史《若松聯隊回想錄》，第13師團下轄之步兵第65聯隊於冬季攻勢當中僅所能確認之陣亡人數（單指被國軍擊斃之人數，不包括非戰鬥死亡），便多達303名，而該聯隊也分別在1月31日接收補充軍醫1名、2月5日接收補充軍官13名、2月10日接收補充軍官8人、4月10日接收補充士兵1,536人，考慮重傷致殘者以外的傷兵應不在補充範圍內，可判斷該聯隊參戰人員絕大多數應於冬季攻勢當中遭國軍擊斃或擊傷，其中遭擊斃者佔傷亡人數之比例很可能將近一半。另外日軍第3師團僅下轄的野戰重砲兵第1旅團（文件筆誤為野戰重砲兵第1聯隊，實則第3師團僅有野戰重砲兵第1旅團而無野戰重砲兵第1聯隊）就因為須補足因此戰役陣亡與重傷致殘所造成的缺額（可恢復的傷者應不在補充範圍）而一次接收236名補充人員（而日軍步兵之傷亡則肯定遠高於包括砲兵在內的其他單位，故這批補充人員只反映日軍第3師團相當小的一部分缺額）。